# Subingen
Subingen is een gemeente en plaats in het Zwitserse kanton Solothurn en maakt deel uit van het district Wasseramt.
Subingen telt 2833 inwoners.